# Praomys misonnei
Praomys misonnei là một loài động vật có vú trong họ Chuột, bộ Gặm nhấm. Loài này được Van der Straeten & Dieterlen mô tả năm 1987.